# Алтея
Алтея, також Алфея (грец. Αλθαία; лат. Althaea) — дочка плевронського царя Тестія, дружина Ойнея, мати Деяніри, яку вона народила від Діоніса, та Мелеагра, про якого говорили, що справжнім його батьком був Арес. Вона мала ще декілька дочок, зокрема Горгу, батьком яких був Ойней.
На сьомий день від народження Мелеагра мойри напророкували Алтеї, що її син помре, як тільки догорить поліно, що нині палає у домашньому вогнищі. Алтея миттю вихопила поліно з вогню, погасила його і сховала в скриньку. Під час калідонского полювання і війни, що за ним сталася, Мелеагр убив братів матері. Розпалена бажанням помститися за них, Алтея кинула у вогонь заховане поліно. Коли воно догоріло, Мелеагр, який звитяжно бився в цей час, знесилів, і вороги легко здолали його. Охоплена каяттям, Алтея наклала на себе руки.